# Graceanna Lewis
Graceanna Lewis (3 août 1821 - 25 février 1912) est une naturaliste et illustratrice américaine. Experte dans le domaine de l'ornithologie, elle est décrite comme une scientifique pionnière et une militante engagée dans le mouvement anti-esclavagiste, contre les méfaits de l'alcoolisme avec le Temperance movement et dans la lutte pour le suffrage féminin.

## Biographie

### Premières années
Graceanna Lewis est née le 3 août 1821 dans une ferme près de West Vincent Township, dans le comté de Chester en Pennsylvanie. Elle est la deuxième des quatre filles de John Lewis, un agriculteur membre de la Société religieuse des Amis et de sa femme, Esther Fussell. La famille compte parmi ses ancêtres, un ami de William Penn qui avait émigré en Pennsylvanie en partance de Galles du Sud en 1682. 
À trois ans, à la suite du décès de son père, elle est élevée seule par sa mère. Ancienne professeure d'école avant son mariage, celle-ci contribue à développer une vive affection pour l'apprentissage des sciences à Graceanna, tout en servant de modèle dans l'activisme social en hébergeant des esclaves fugitifs dans le cadre du Chemin de fer clandestin, leur permettant de rejoindre le Canada. À la mort de sa mère, elle mit sa propre maison à cet effet, fournissant en secret un logement pour près de onze esclaves fugitifs en même temps.
Elle fréquente la Kimberton Boarding School for Girls dans la région voisine de Kimberton, où elle se forme à de nombreuses sciences naturelles, telles l'astronomie, la chimie, la botanique ou la zoologie. L'adolescente montre également une grande aptitude en tant que peintre de sujets naturels.  En 1842, après l'achèvement de ses études, elle devient enseignante, l'un des rares domaines d'activité ouverts aux femmes instruites. Elle enseigne alors la botanique et la chimie dans un pensionnat à York, en Pennsylvanie. 

### Engagements scientifiques
Au cours des années 1850, Graceanna Lewis déménage à Philadelphie, où elle travaille étroitement avec un petit cercle de Quakers actifs dans les sciences naturelles. En 1862, elle y rencontre John Cassin de l'Académie des sciences naturelles de Philadelphie, l'un des principaux ornithologues américains. Elle étudie sous sa tutelle l'ornithologie à un niveau avancé pendant près d'une décennie. En 1867, afin de remercier sa protégée, John Cassin donne à l'Oriole à bord blanc, le nom scientifique de Icterus graceannae.
À partir du milieu des années 1860, elle commence à donner des conférences privées sur le thème de l'ornithologie à Philadelphie. Son domaine d'intérêt et son expertise se sont progressivement répandus tout au long de sa vie pour inclure un large éventail consacré à l'histoire naturelle, y compris les plantes, les animaux et les minéraux. 
En 1868, elle publie The Natural History of Birds, le premier ouvrage d'une œuvre littéraire anticipée en plusieurs parties. Cependant, à la mort de John Cassin, elle n'obtient pas le poste d'enseignant sur le terrain qui lui aurait permis de faire progresser son travail.
Les projets de la scientifique ont également été entravés par le fait que ses idées soient perçues par les éditeurs comme trop compliquées pour un public laïc, mais pas suffisamment avancées pour la communauté scientifique. Issue d'une éducation religieuse dévote, elle a remis en cause la théorie de l'évolution de Charles Darwin pendant une grande partie de sa vie, affirmant que seul Dieu était responsable d'un univers complexe et bien ordonné. Graceanna Lewis a particulièrement rejeté l'idée de Darwin selon laquelle les variations aléatoires faisaient partie du mécanisme de la sélection naturelle, arguant plutôt que l'évolution était un processus divinement dirigé pour la perfection des espèces créées de manière surnaturelle. Il faut attendre les années 1890, pour voir la naturaliste accepter certaines idées évolutives, bien que selon elle, ces avancées soient toujours une partie intégrante d'un grand système théiste.   

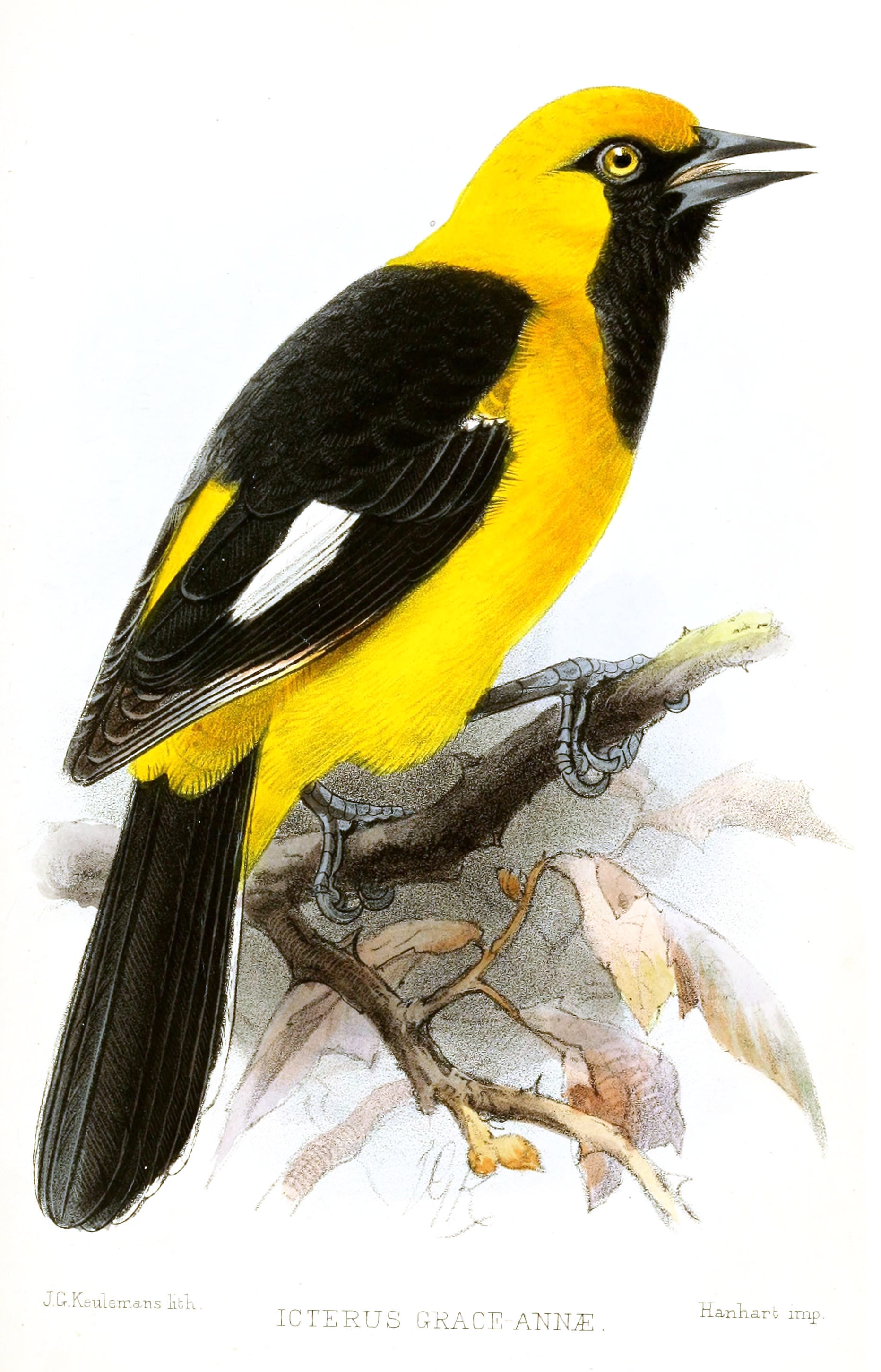
L’Oriole leucoptère baptisé Icterus graceannae par l'ornithologue John Cassin, en hommage à la scientifique.

Mise de côté dans l'enseignement supérieur de par son déterminisme religieux et son manque d'expérience dans le niveau secondaire, elle est obligée de se limiter aux conférences populaires sur le naturalisme. Elle travaille également comme illustratrice scientifique indépendante pour gagner sa vie.  En 1870, afin de parer à des revenus instables, elle accepte un poste d'enseignante à l'école de la Société religieuse des Amis de Philadelphie. En 1871, elle se sépare des terres familiales et utilise la somme réunie pour financer ses recherches ultérieures. Elle envisage alors la réalisation d'un ensemble de graphiques illustratifs démontrant la relation entre les royaumes des plantes et des animaux. Le projet ne se concrétisera pas. Graceanna Lewis ne parvient pas à suivre l'afflux rapide de nouvelles informations et ne souhaite pas publier ses tableaux sous une forme incomplète.   
En 1893, elle reçoit une commission pour peindre un ensemble de cinquante illustrations d'aquarelle représentant des feuilles d'arbres pour l'Exposition universelle colombienne de 1893 à Chicago. La reconnaissance de son travail lui permet d'être une nouvelle fois présente lors de l'exposition Pan-américaine de 1901 à Buffalo ainsi que lors de l'Exposition universelle de 1904 à Saint-Louis.   
Graceanna Lewis était membre de l'Académie des sciences naturelles de Philadelphie et du Delaware County Institute of Science. 

### Activisme social
En parallèle de son action directe contre l'esclavage dans le cadre du réseau secret qui a aidé les esclaves afro-américains à fuir dans les années précédant la guerre civile américaine, Graceanna Lewis était active dans plusieurs autres mouvements sociaux de son époque. Engagée pour l'interdiction de l'alcool aux États-Unis, elle devient secrétaire de l'Union des femmes chrétiennes du mouvement Temperance à Media en Pennsylvanie, ainsi que surintendante de l'instruction scientifique de Temperance pour le comté de Delaware.

### Disparition et héritage
Graceanna Lewis est décédée le 25 février 1912 des suites d'un accident vasculaire cérébral. Elle est enterrée dans sa ville natale de Media. Les journaux de la scientifique font partie de la collection Lewis-Fussell Family Papers au Swarthmore College en Pennsylvanie. L'archivage comprend des documents et des dessins relatifs aux sciences naturelles, ainsi qu'un manuscrit non publié d'un mémoire lié au Chemin de fer clandestin.

## Publications

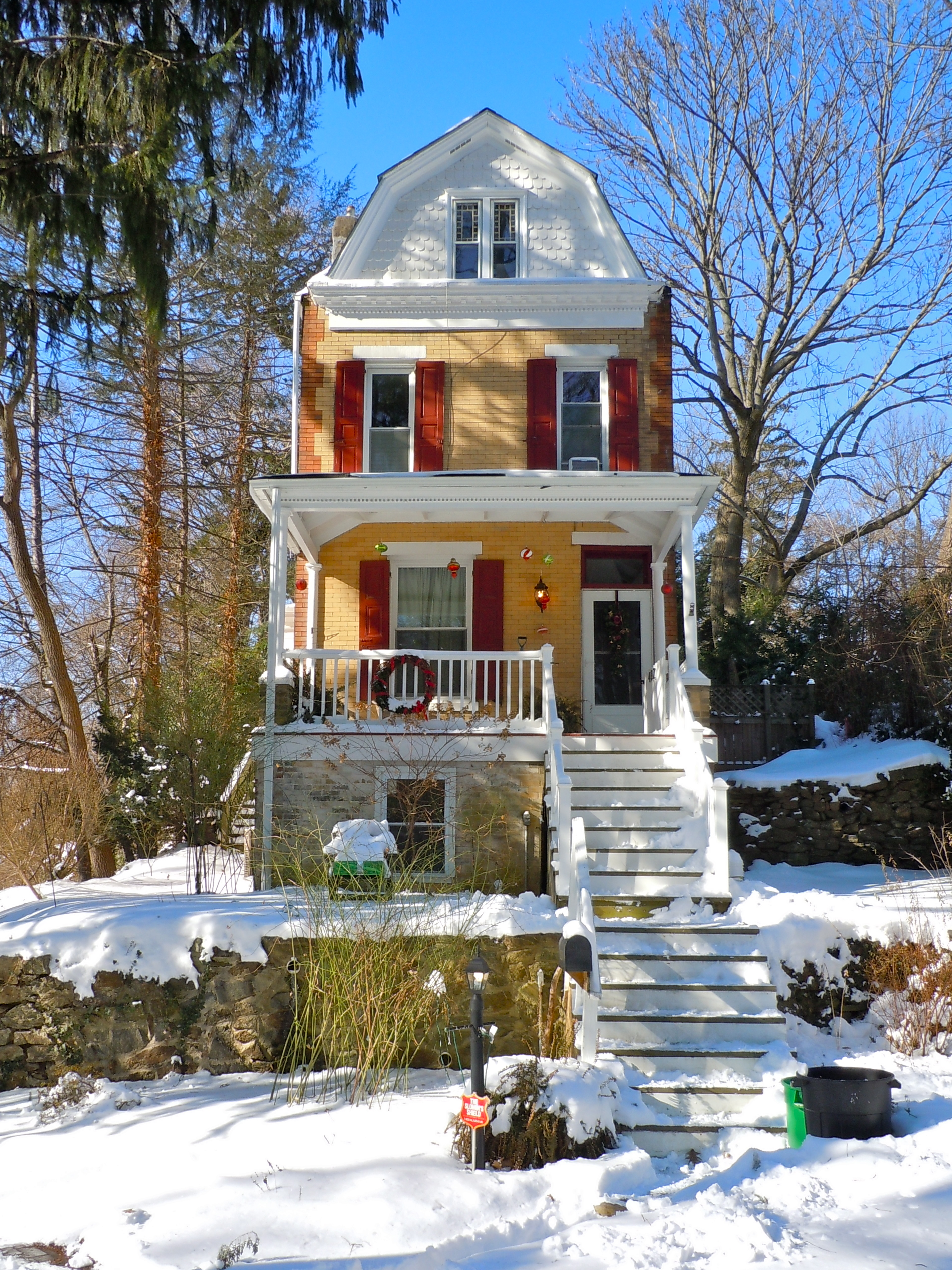
La maison de la naturaliste à Media en Pennsylvanie, où Graceanna Lewis résida les dernières années de sa vie, avec son neveu, l'artiste peintre Charles Lewis Fussell.

- An Appeal to Those Members of the Society of Friends Who Knowing the Principles of the Abolitionists Stand Aloof from the Anti-Slavery Enterprise. n.c., n.p., n.d. 1840s.
- Natural History of Birds : Lectures on Ornithology, Philadelphia, J.A. Bancroft, 1868.
- The Position of Birds in the Animal Kingdom. 1869.
- The Lyre Bird, American Naturalist, vol. 4, no. 6, p. 321–331, Août 1870.
- Symmetrical Figures in Birds' Feathers, Philadelphia, McCalla & Stavely, 1871.
- The Development of the Animal Kingdom : A Paper Read at the Fourth Meeting of the Association for the Advancement of Woman, Nantucket, MA, Hussey & Robinson, 1877.